# Portage
För andra betydelser, se Portage (olika betydelser).
Portage är ett pakethanteringsprogram som utgör grunden i operativsystemet Gentoo, men som även har porterats till Mac OS och FreeBSD. Portage skapades av Gentoos grundare Daniel Robbins inspirerad av FreeBSDs pakethanterare ports, och är skrivet i programspråket Python.
Portage hanterar installationer, uppgraderingar och avinstallationer med hjälp av Portageträdet, som är en katalogstruktur fylld med installationsskript kallade ebuilds. Dessa skript hämtar i de flesta fall källkoden från internet, kompilerar med av användaren valda optimeringar och installerar program om allt har gått väl. Beroenden sköts internt så att om paket A beror av paket B så garanterar Portage att B installeras före A.
Portageträdet hålls uppdaterat med hjälp av rsync mot någon av ett antal centrala servrar.
En del av Portages styrka ligger i USE-flaggorna, ett system för att välja vilka komponenter som ska användas vid kompilering av program. Till exempel styr flaggan X om ett program (som har den möjligheten) ska kompileras med stöd för X Window System eller inte.
Portage och Gentoo har fått motta en del kritik på grund av att de flesta program kompileras från källkod vid installationen, vilket är tids- och utrymmeskrävande. (Fördelen är att man får programmen optimerade för den dator de ska köras på och att man bara får de funktioner man vill ha.) Installation av till exempel OpenOffice.org eller KDE kan ta flera gigabyte hårddiskutrymme i anspråk under själva installationsprocessen. Därför tillhandahåller vissa servrar färdigkompilerade paket med några av de största och mest populära programmen i vad som kallas Gentoo Reference Platform, GRP. Dessa uppdateras dock bara i samband med nya versioner av Gentoo.